# Revue Hispanique
Revue hispanique fue una revista editada en París entre 1894 y 1933, vinculada al hispanismo.

## Historia
Editada en París, fue fundada en 1894 por Raymond Foulché-Delbosc, quien sería su primer director. En ella colaboraron firmas como las del propio Foulché-Delbosc, Gonçalves Viana, Ernest Mérimée, Marcelino Menéndez Pelayo, Louis Barrau-Dihigo, Léo Rouanet, Georges Desdevises du Dézert, Adolphe Coster, James Fitzmaurice-Kelly, Arturo Farinelli o Alexander Haggerty Krappe, entre otros muchos. Fue rival del Bulletin Hispanique editado en Burdeos. Cesó su publicación en 1933. La revista estadounidense Hispanic Review es considerada una continuación de la Revue hispanique.